# اقصر
اُقصُر (به عربی: ألاقصر)، یکی از شهرهای کشور مصر است.
نام اقصر جمع قصر است و اشاره به کاخ‌های باستانی فرعونهای مصر دارد که در این منطقه قرار دارند و به این دلیل اقصر از شهرهای مهم گردشگری مصر بشمار می‌آید. شهر اقصر ۲۰۰٬۰۰۰ نفر جمعیت دارد و در محل شهر باستانی تب بنا شده‌است.

## نگارخانه

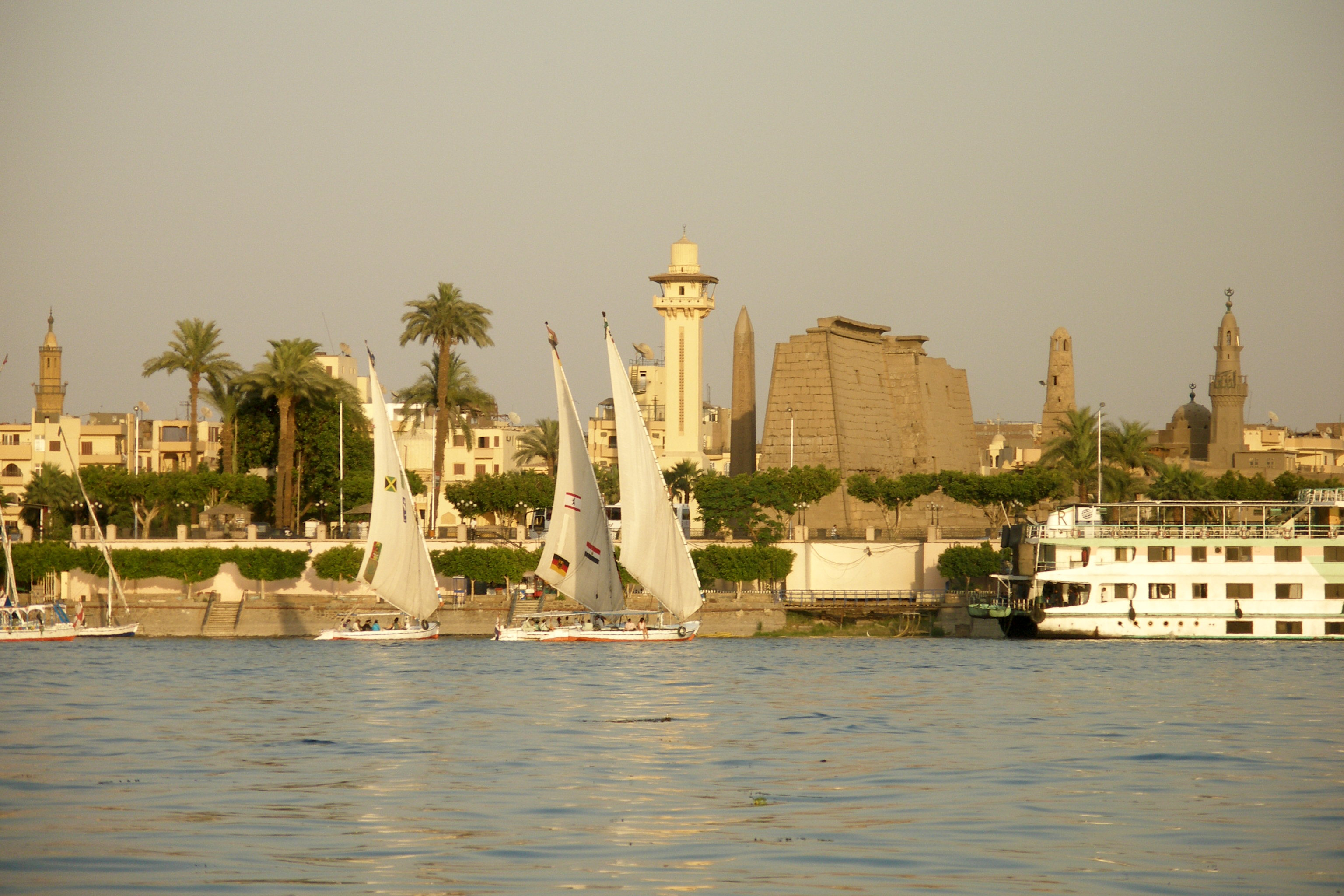
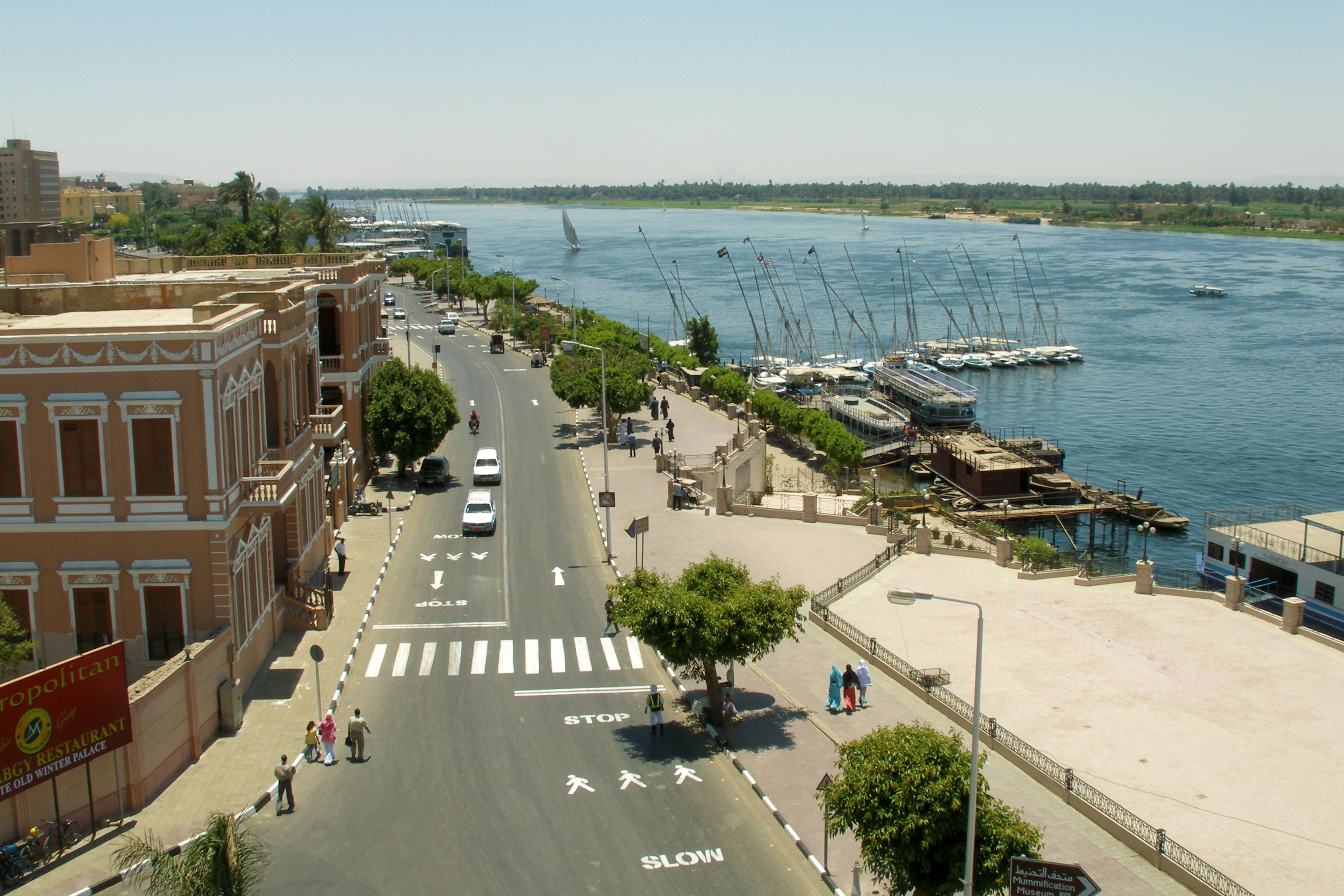
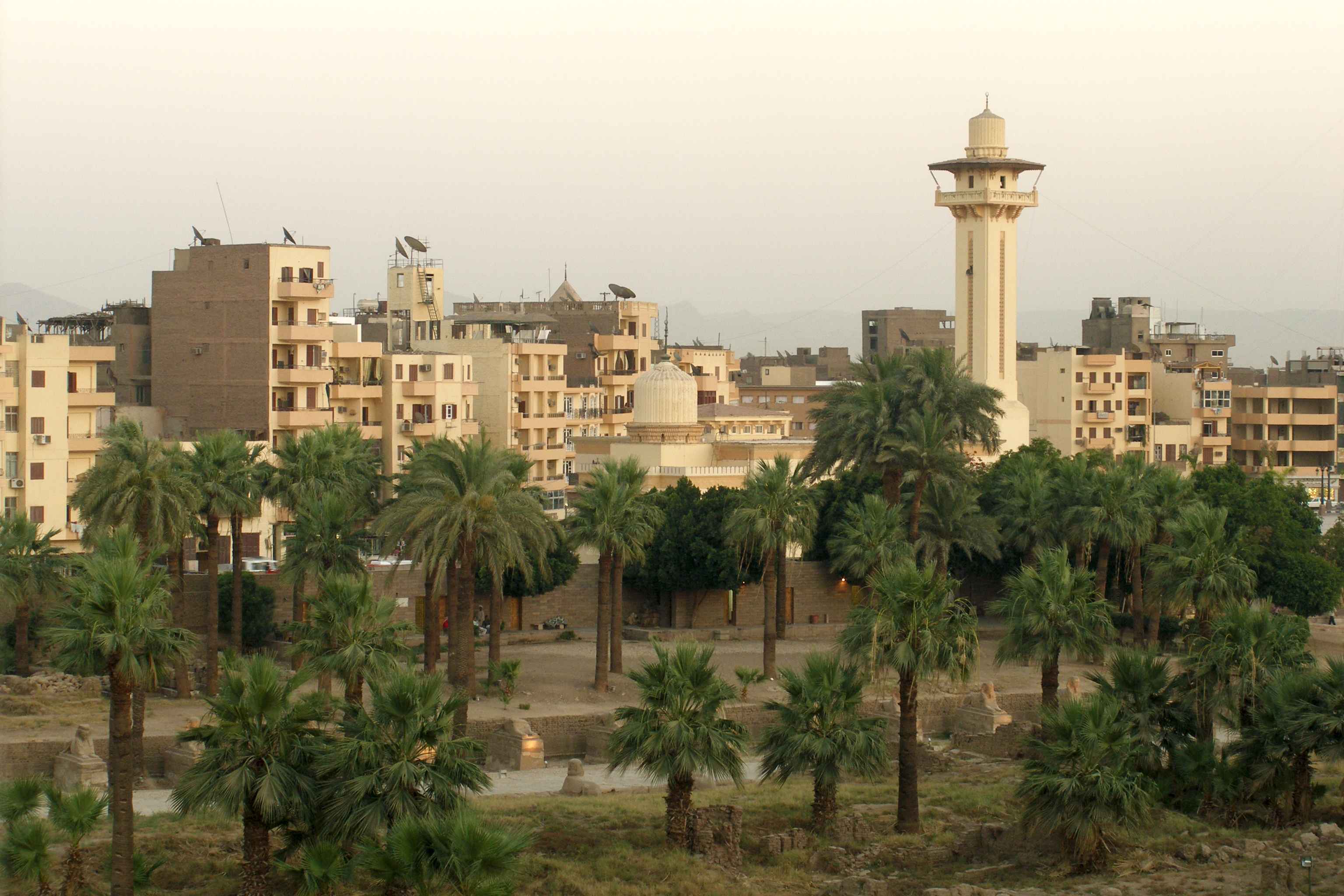
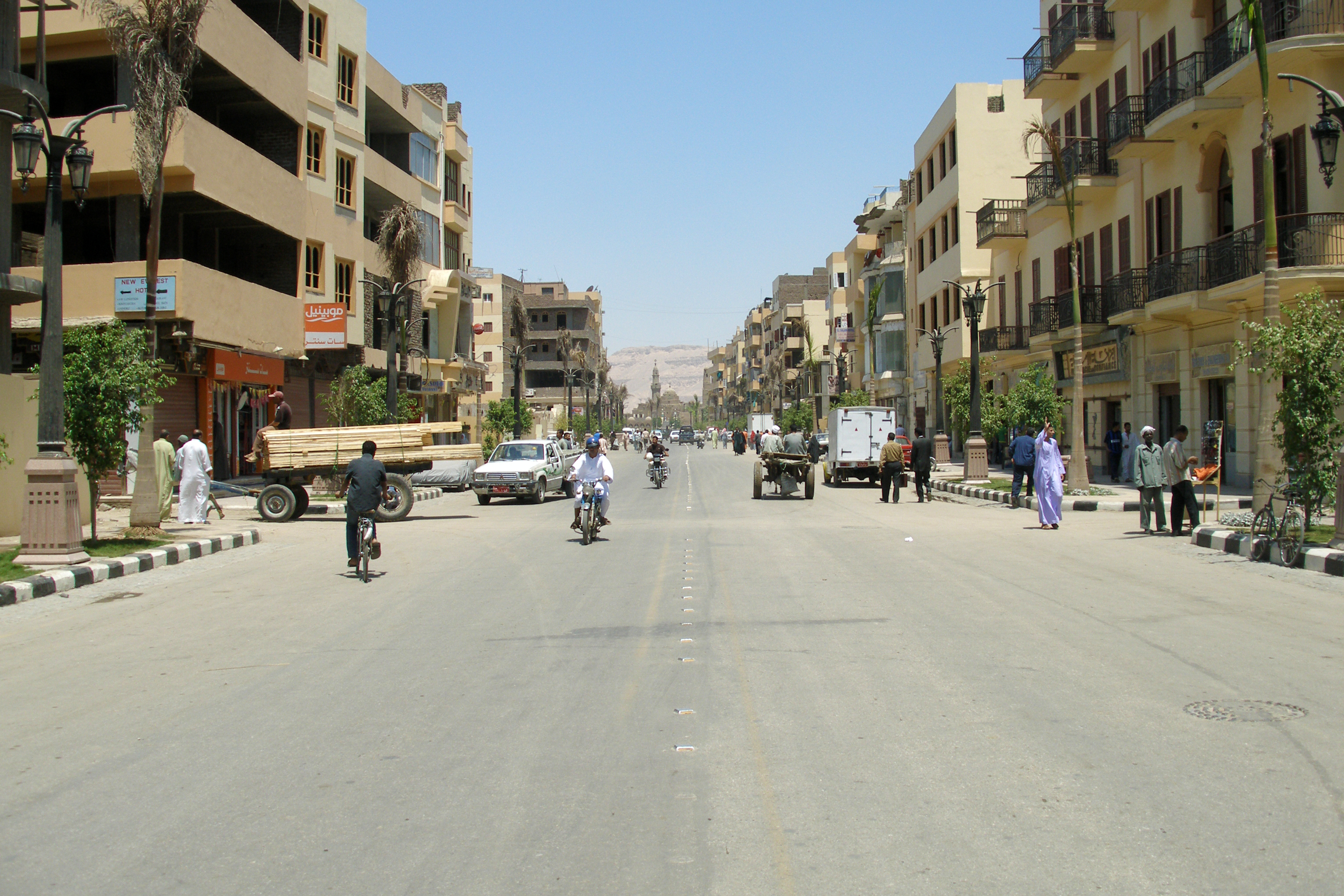
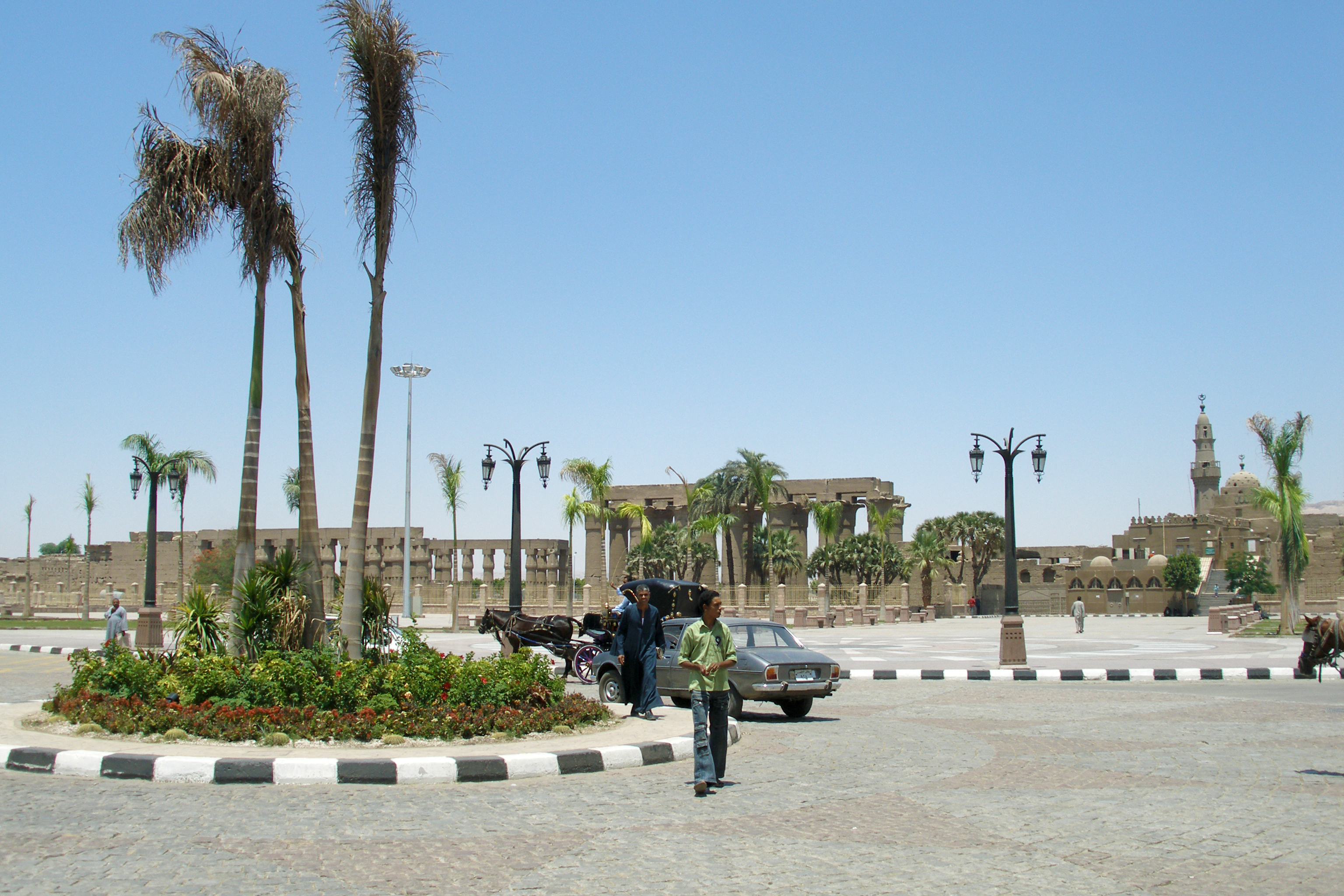
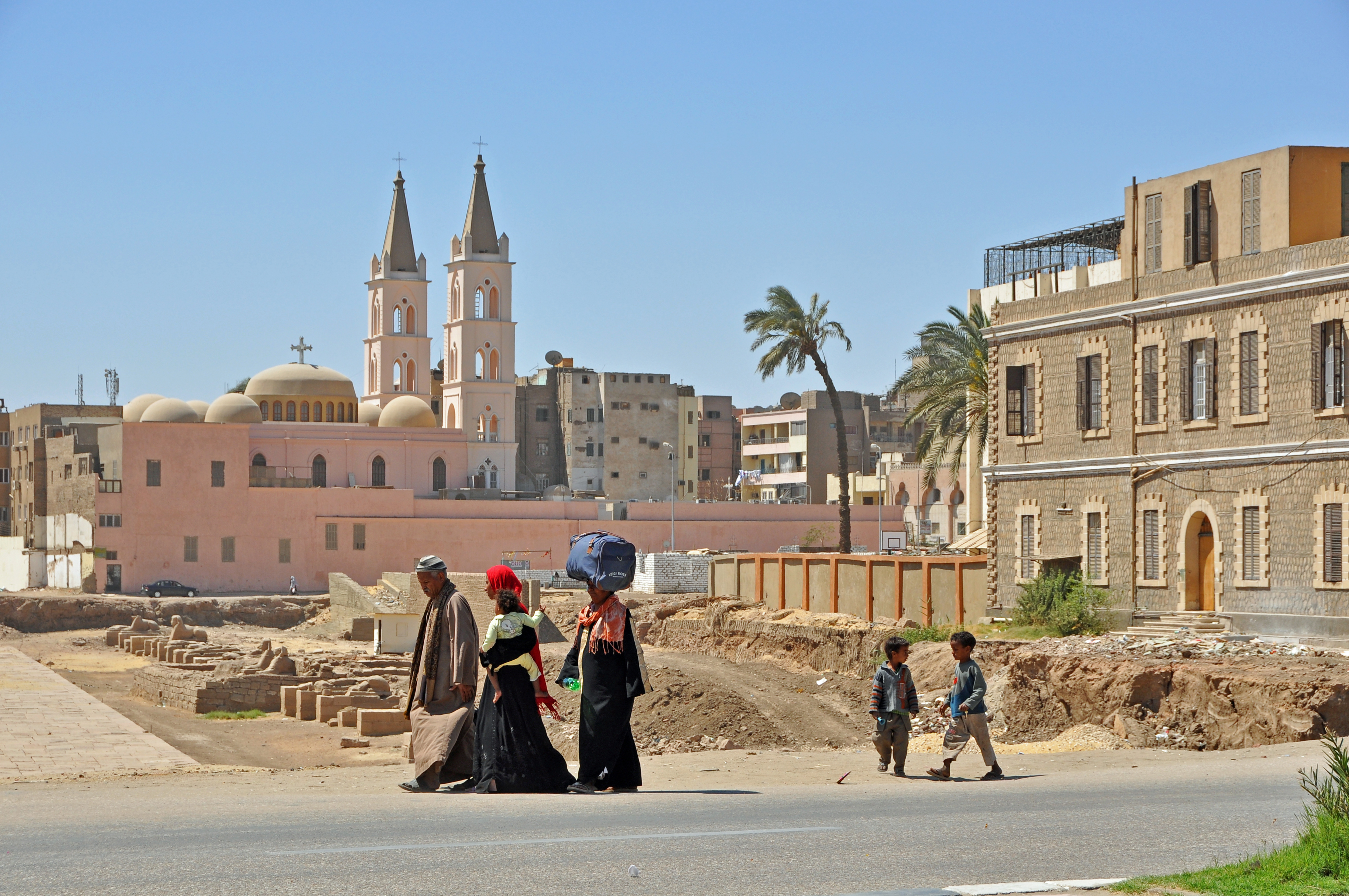
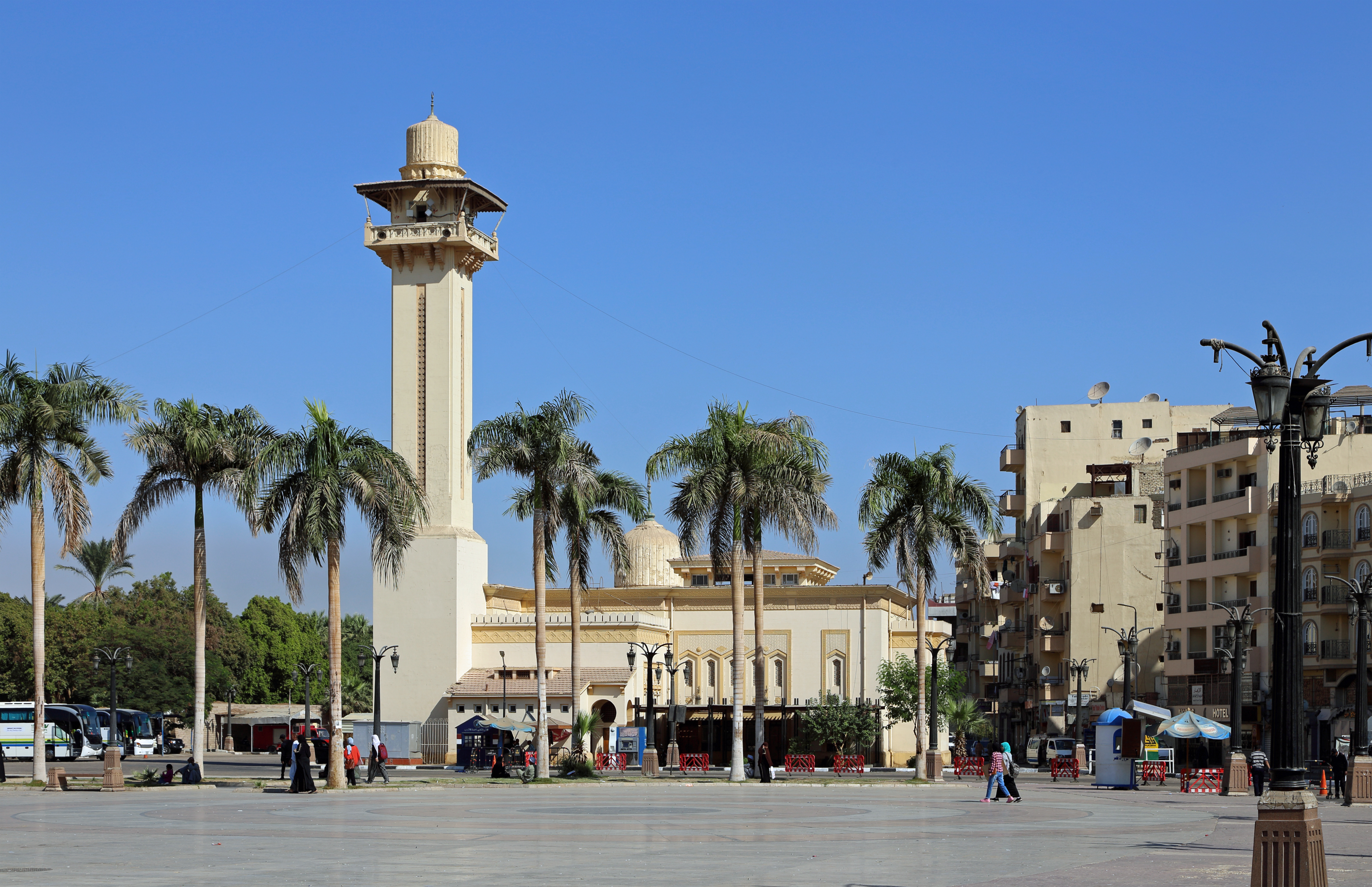
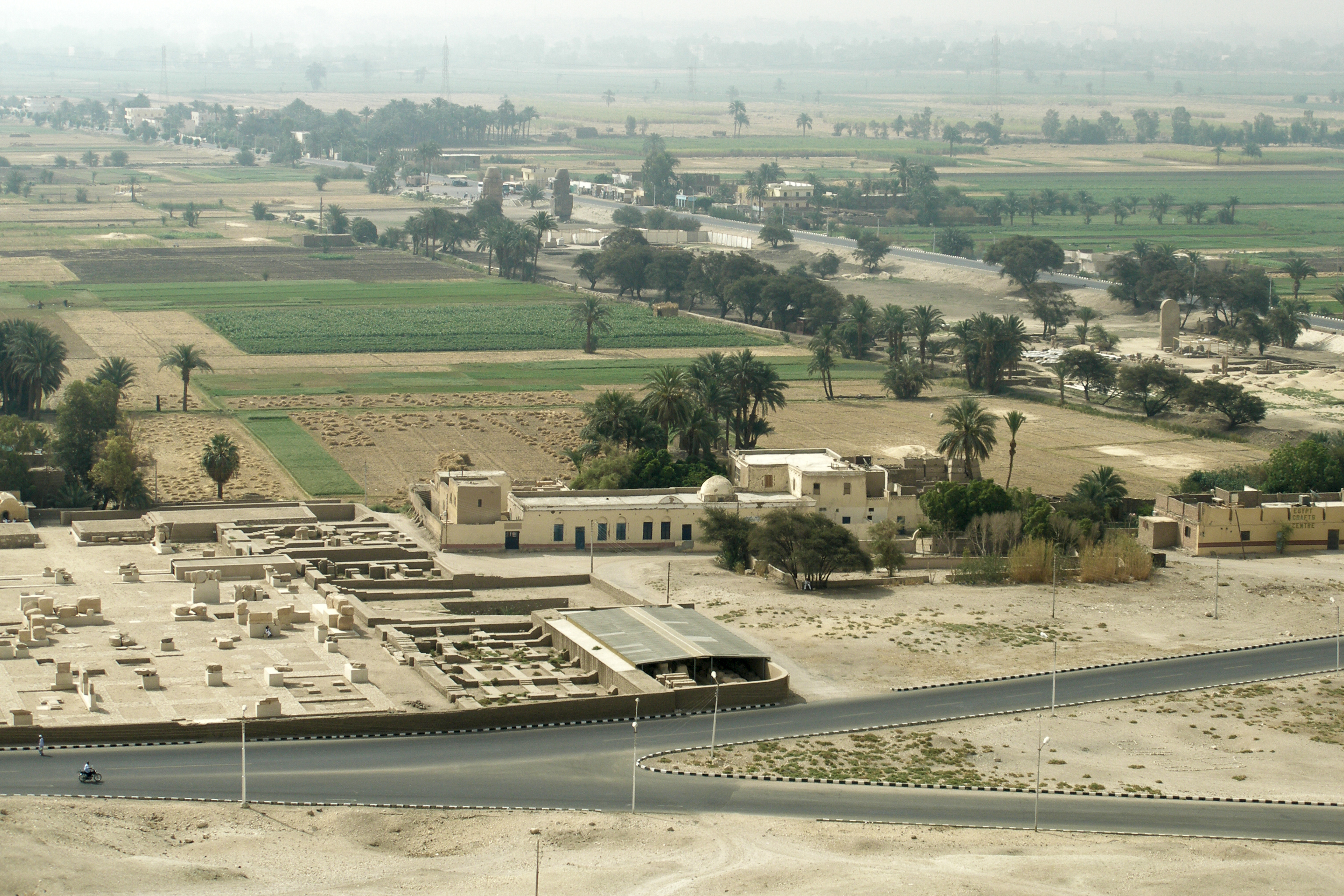
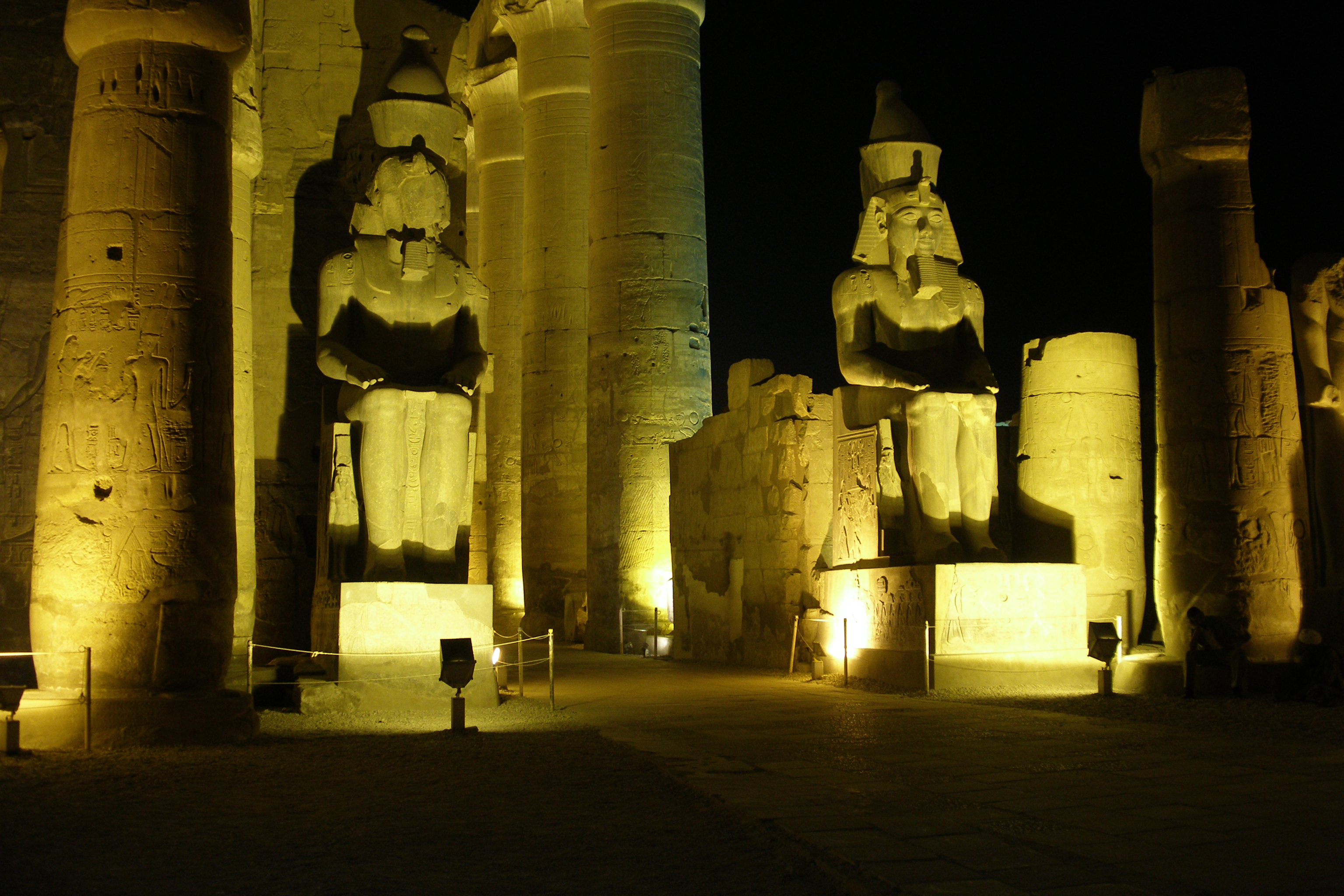
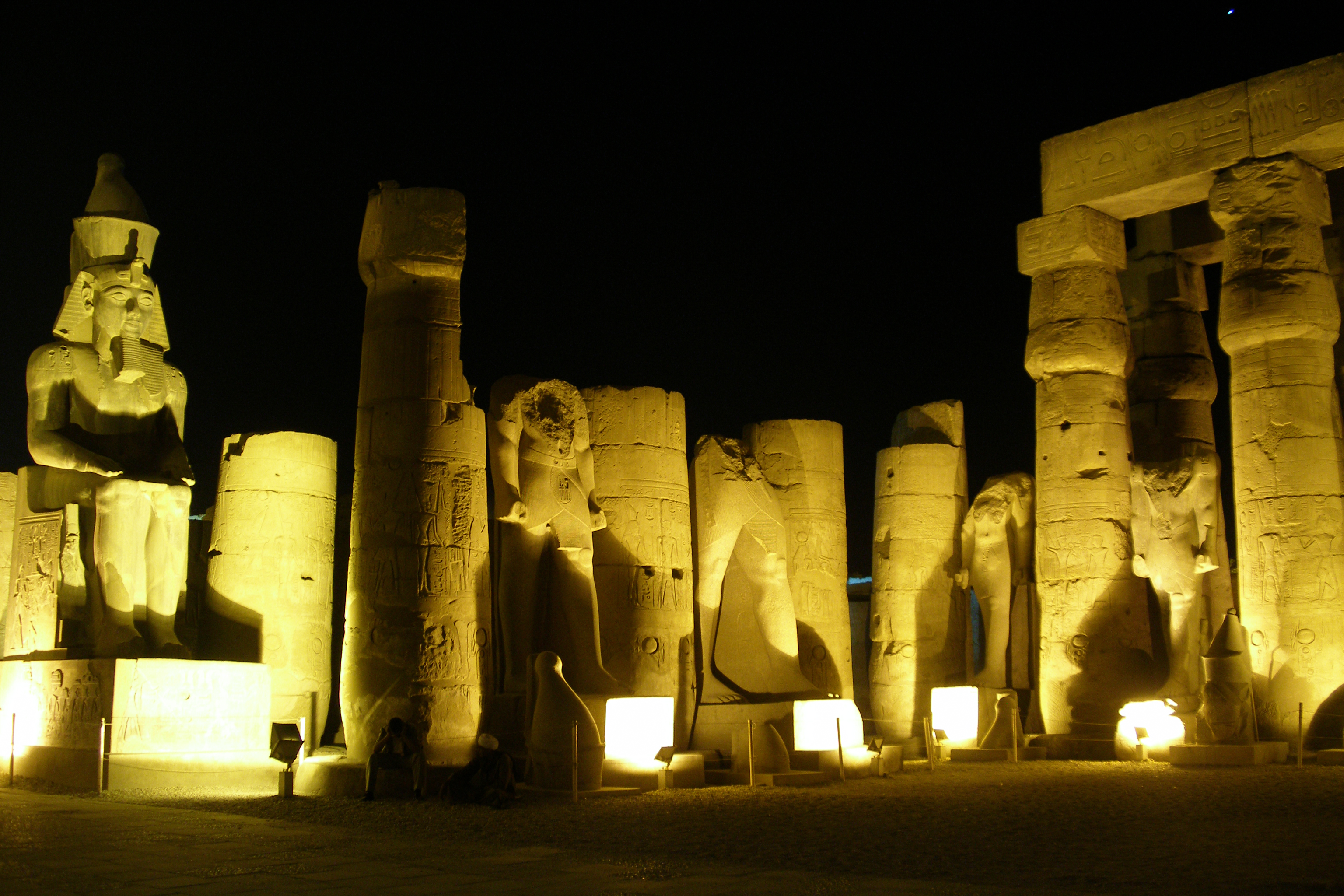
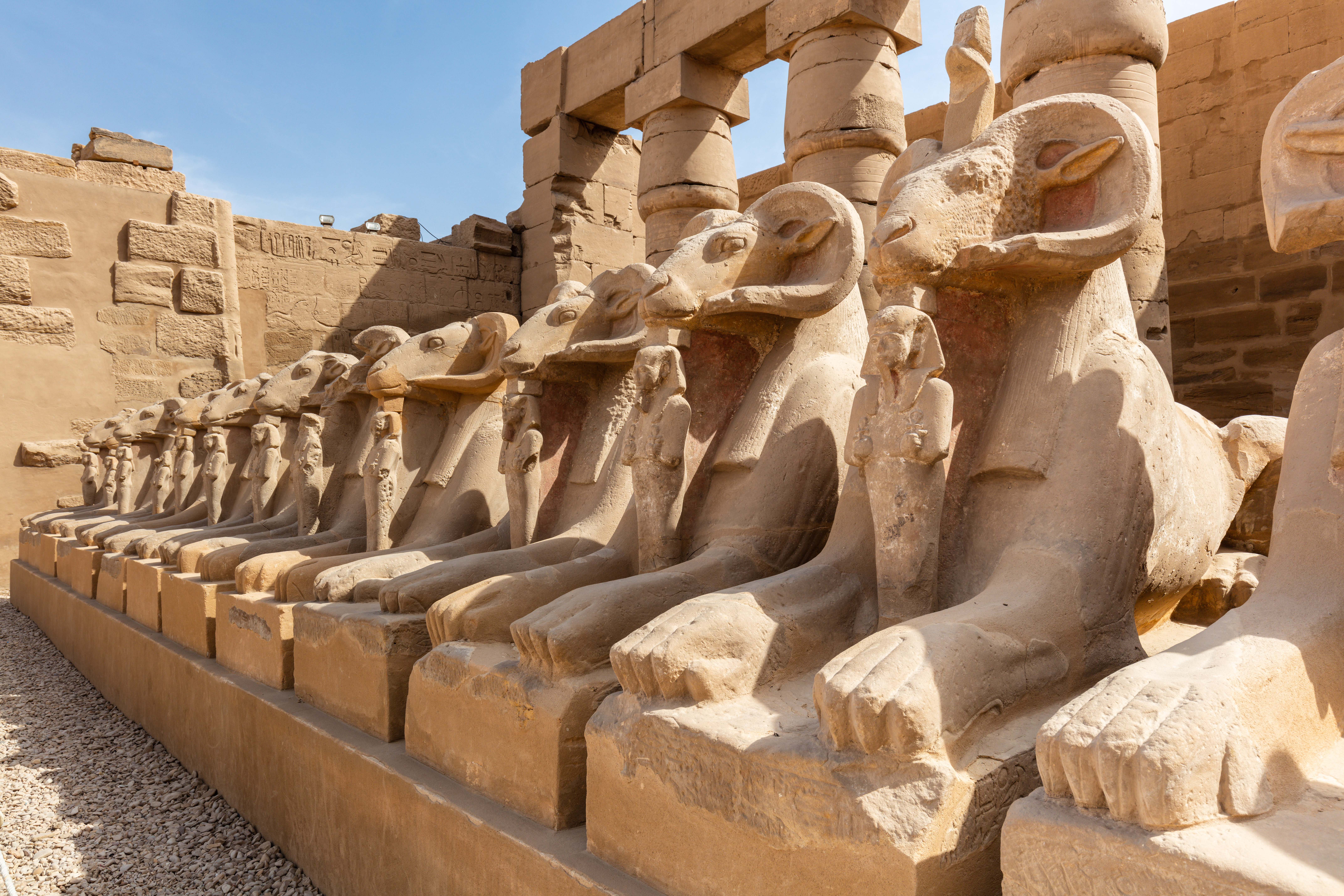
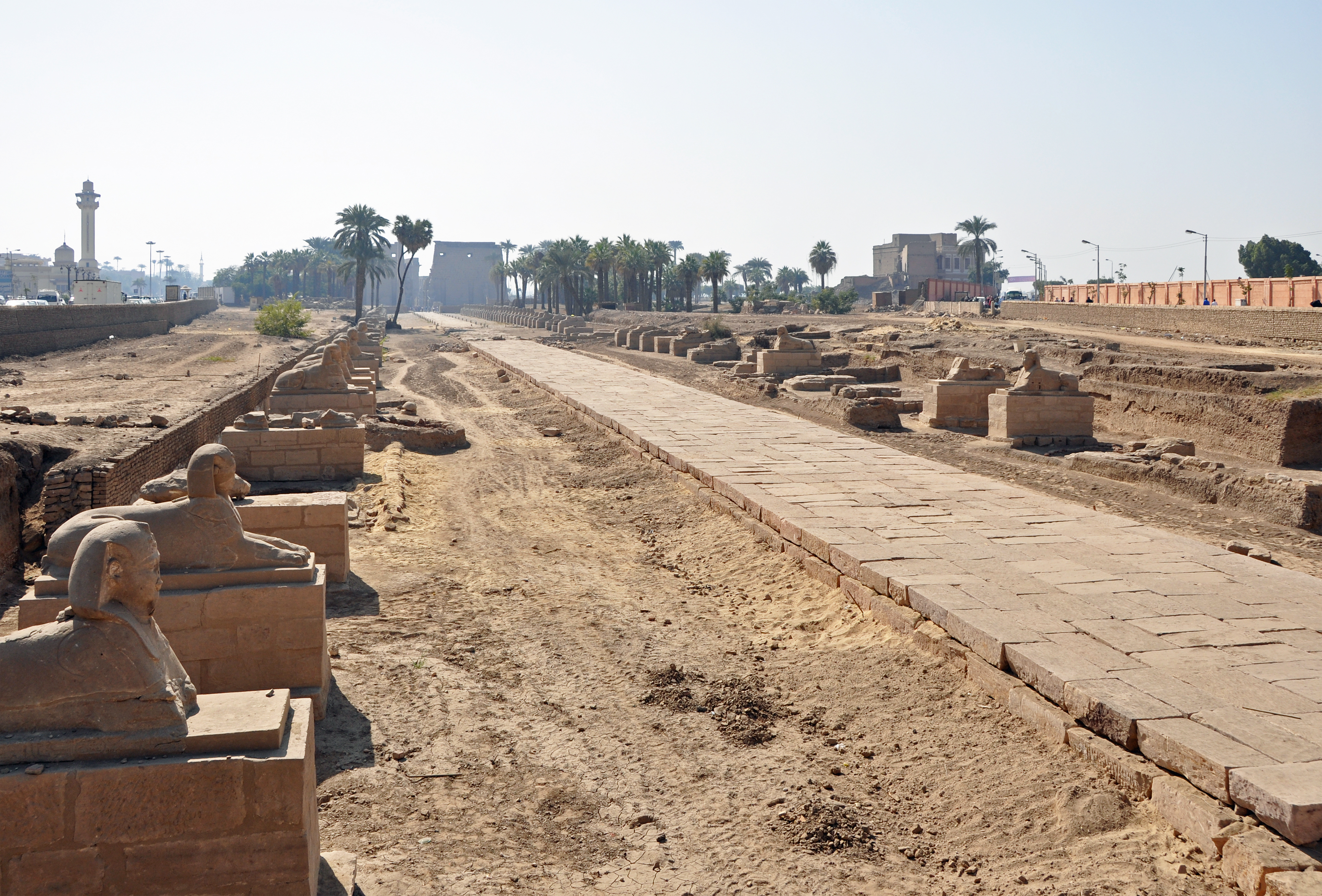
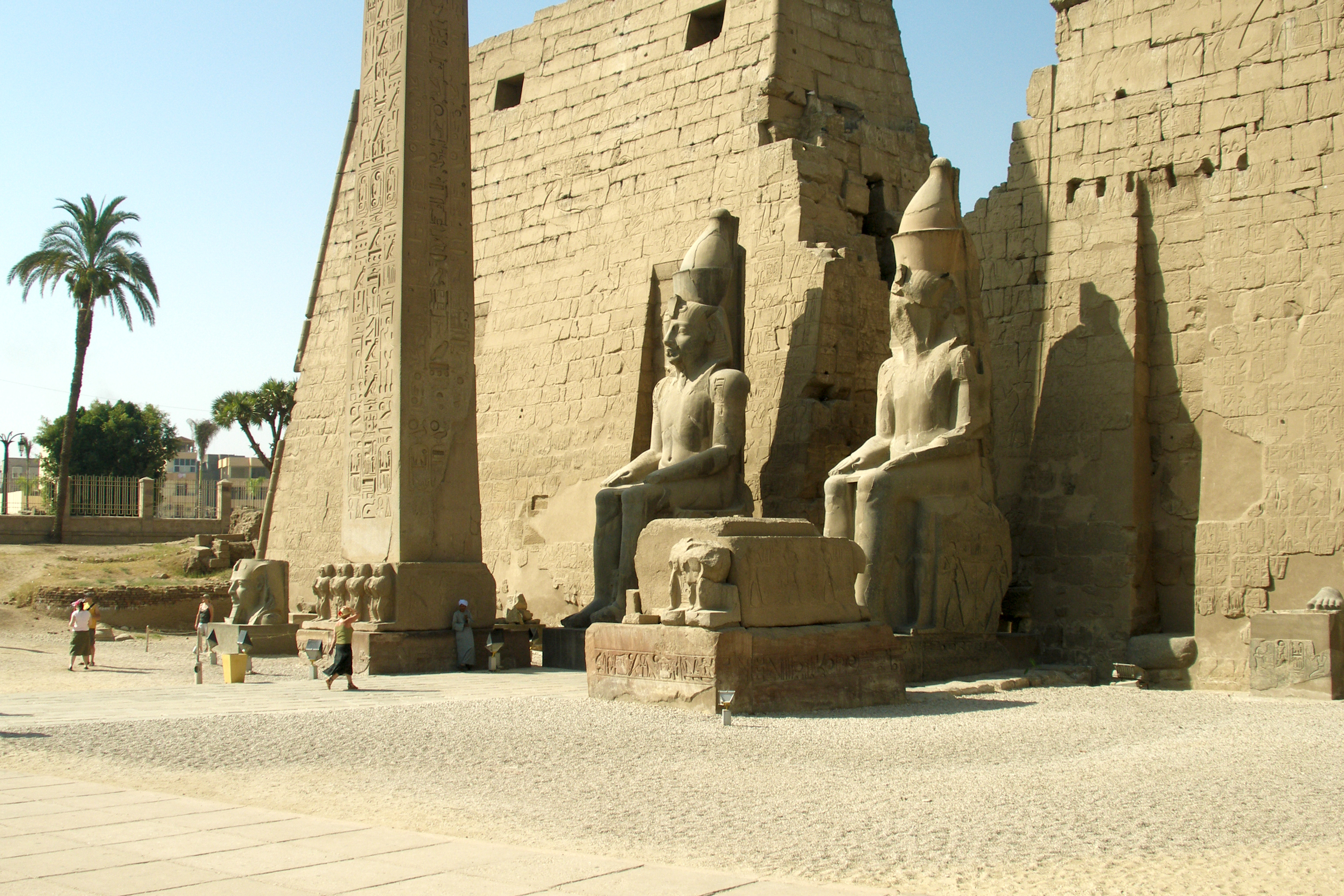
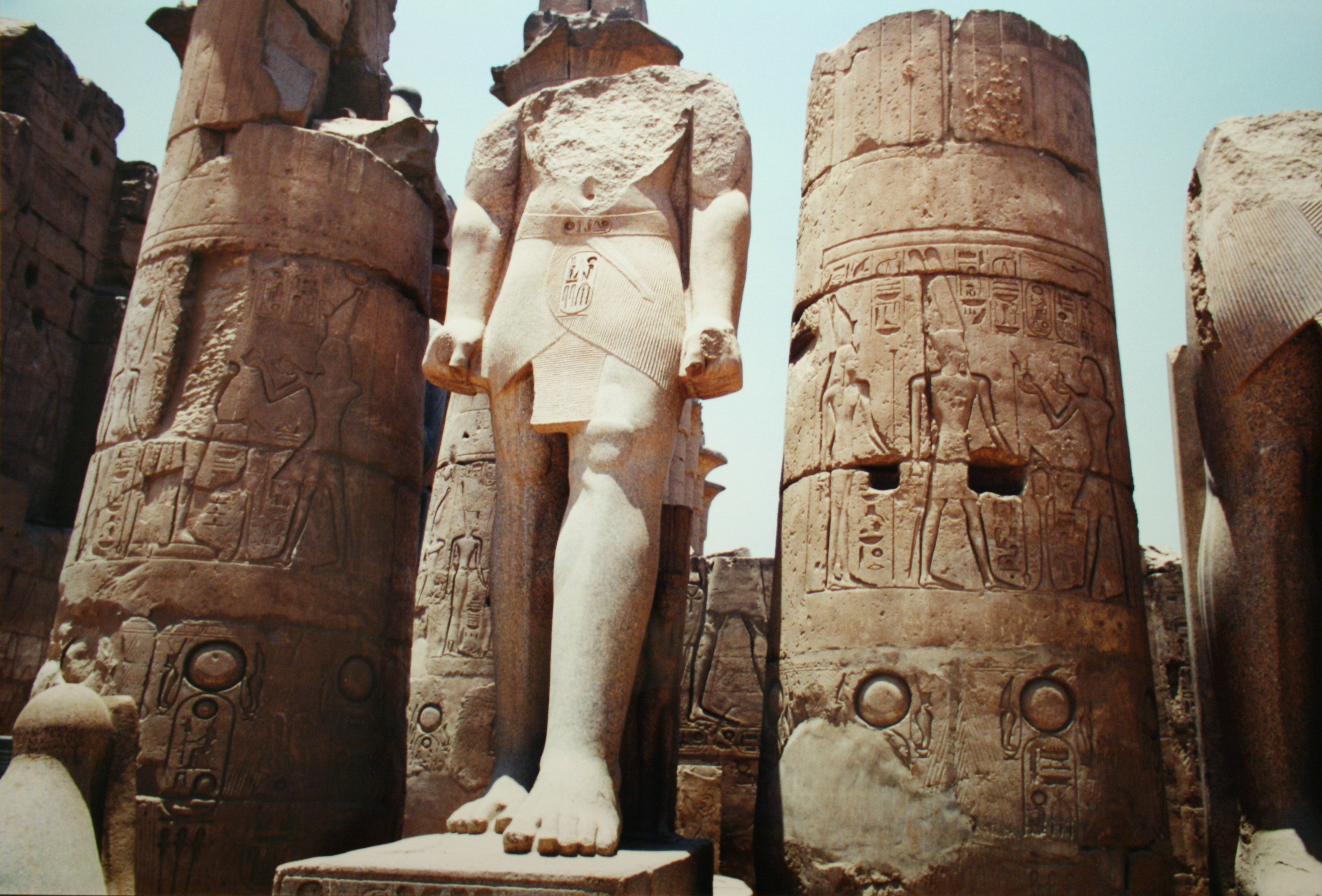
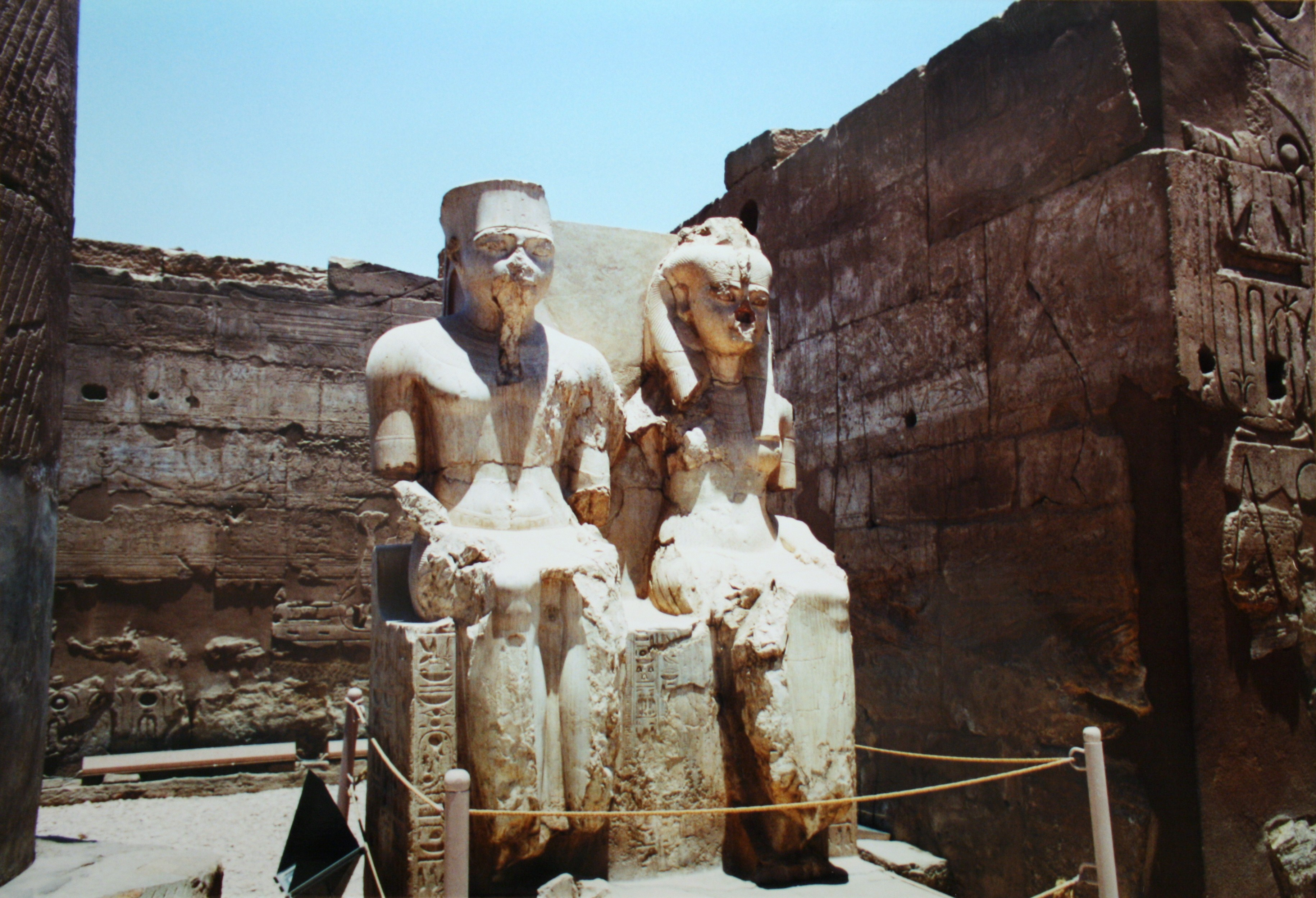
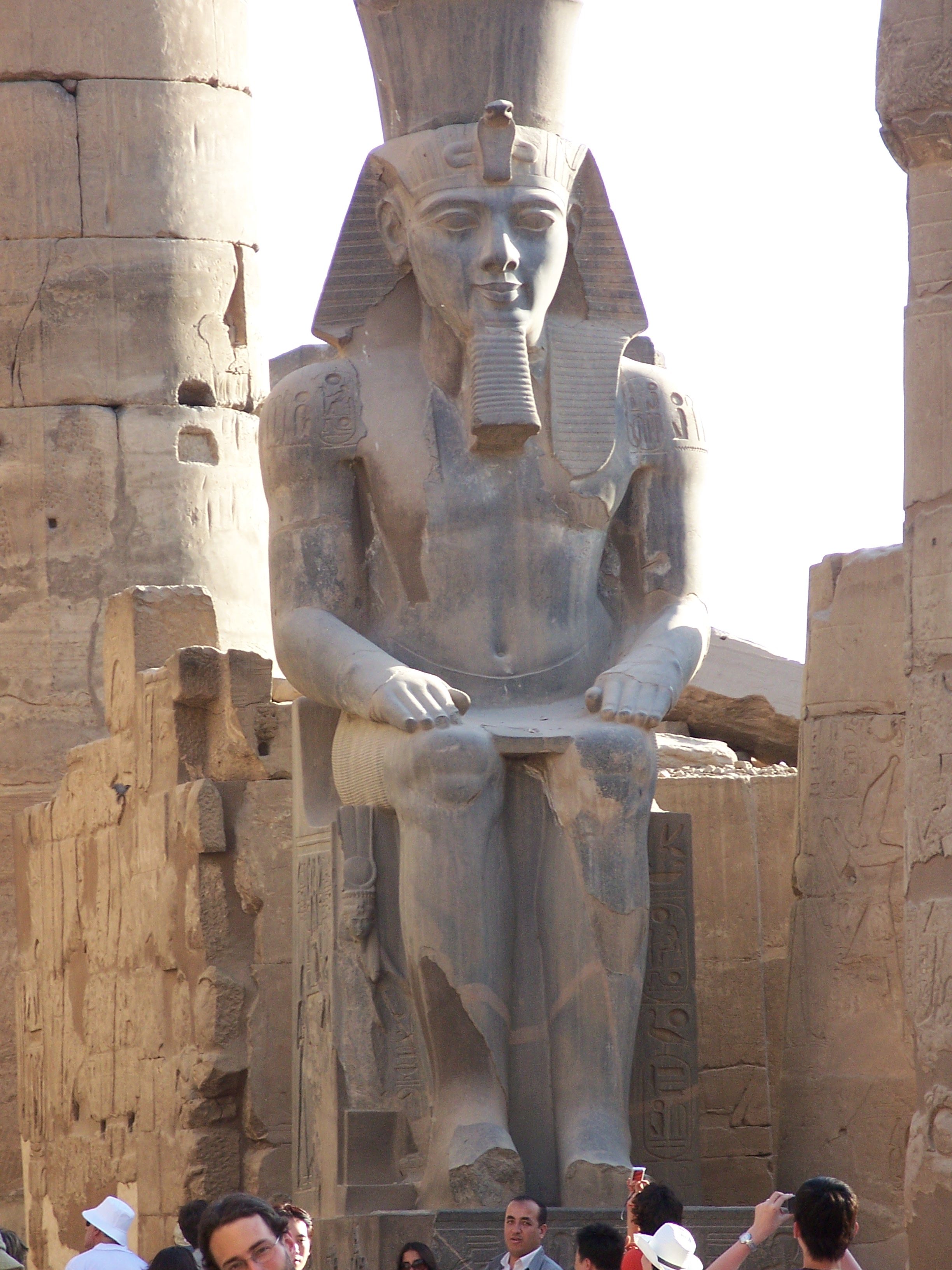
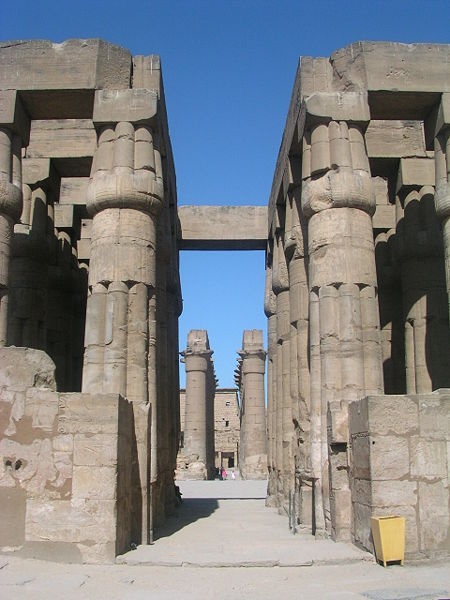
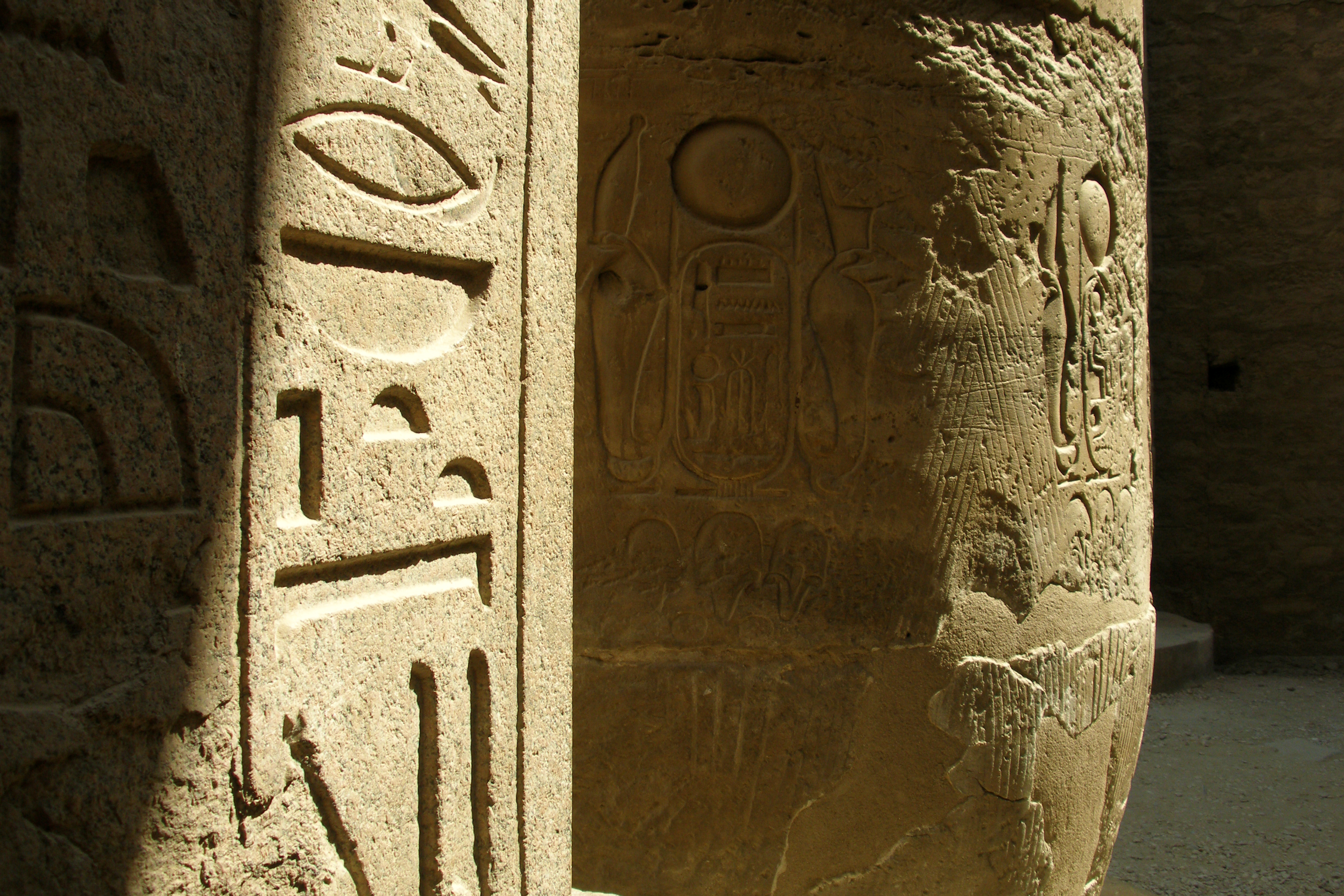
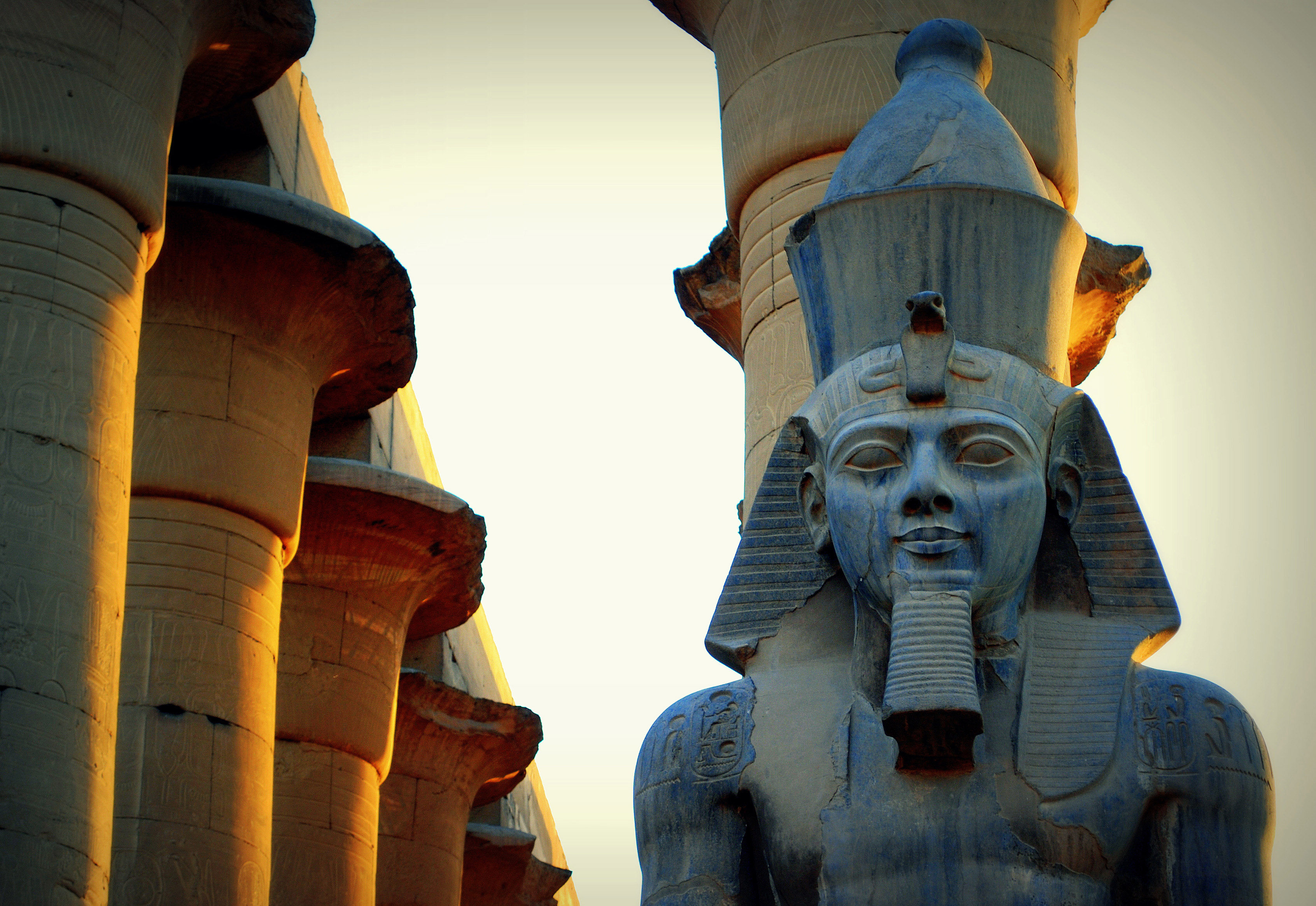
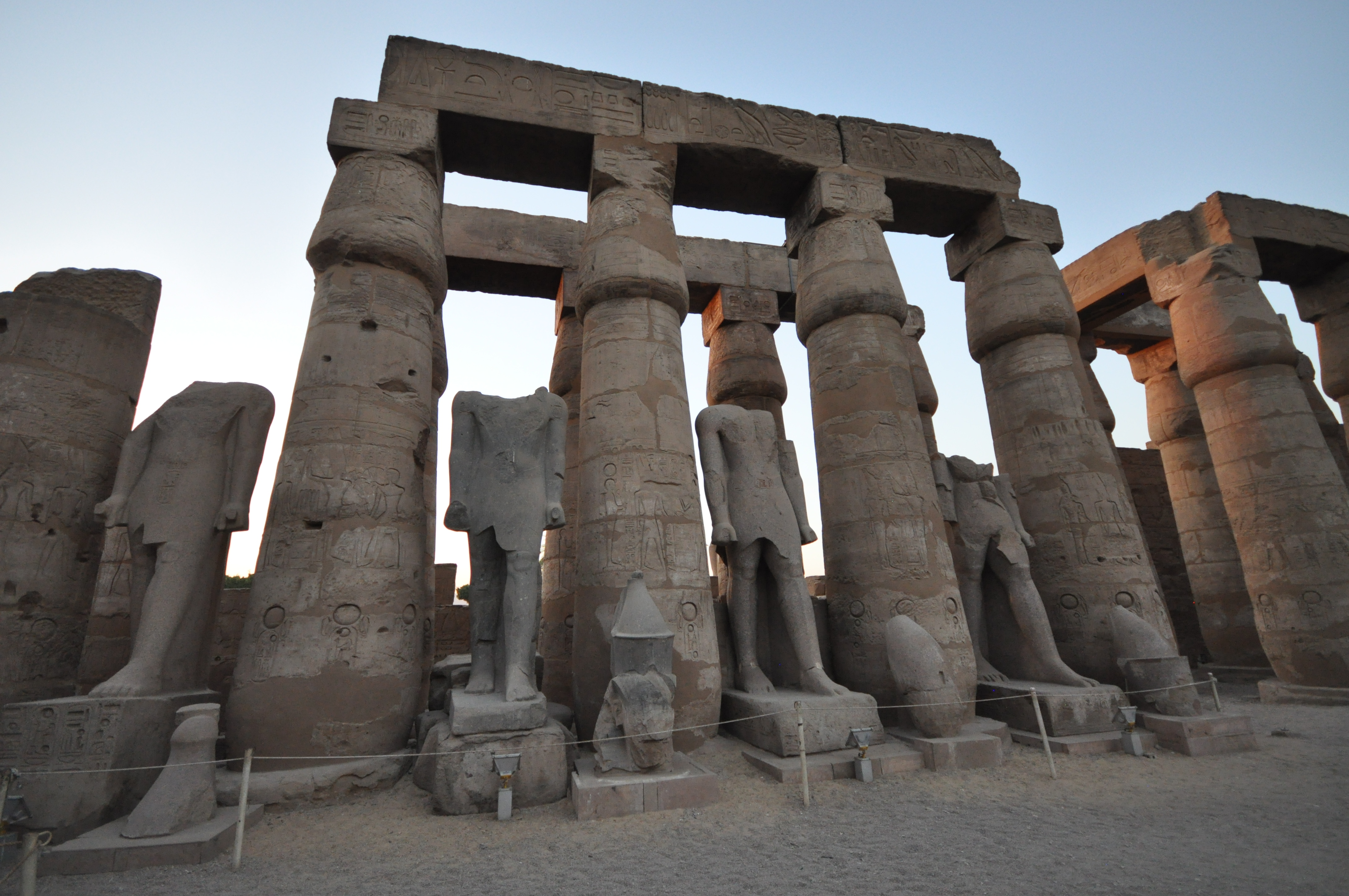
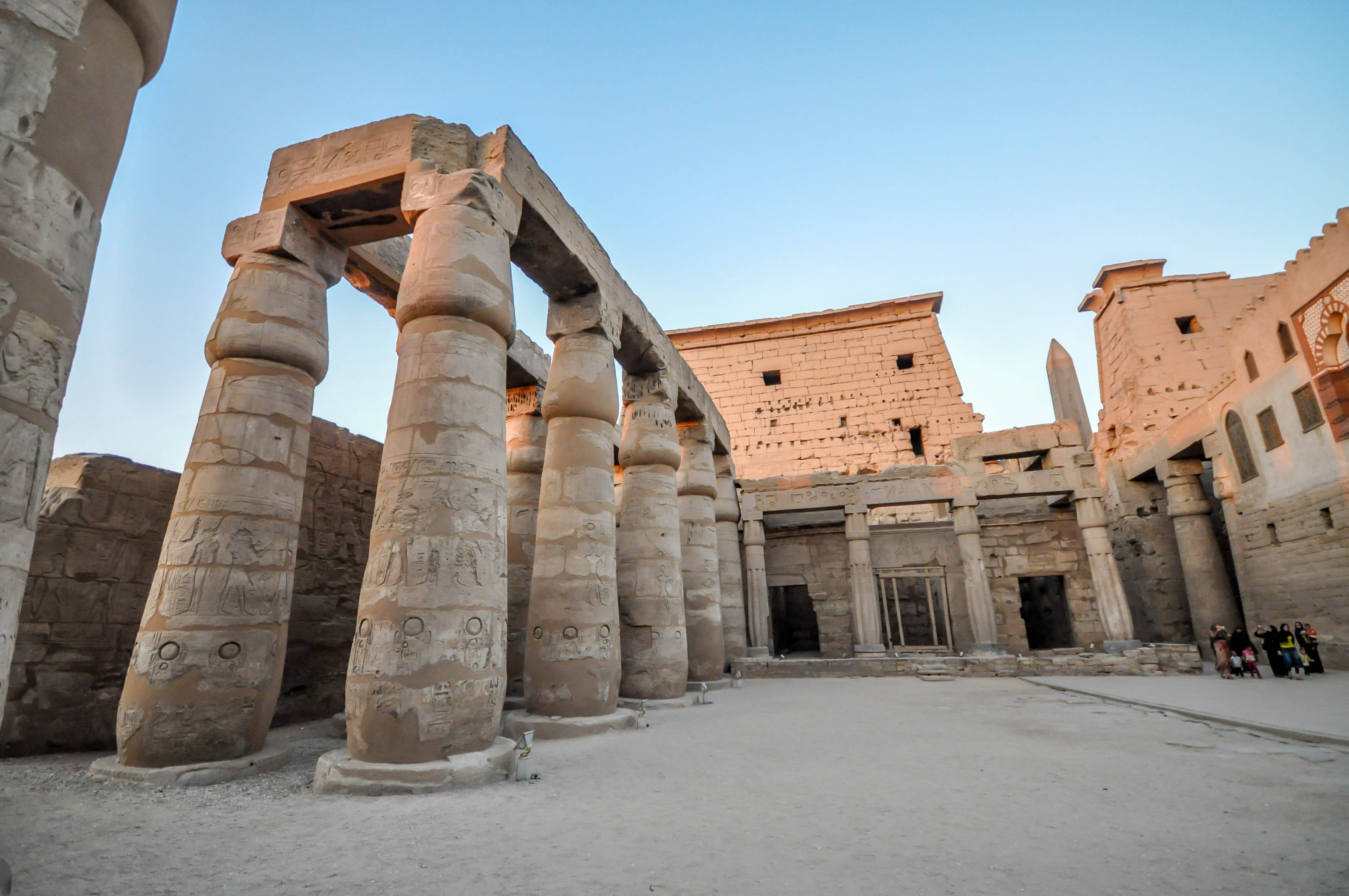
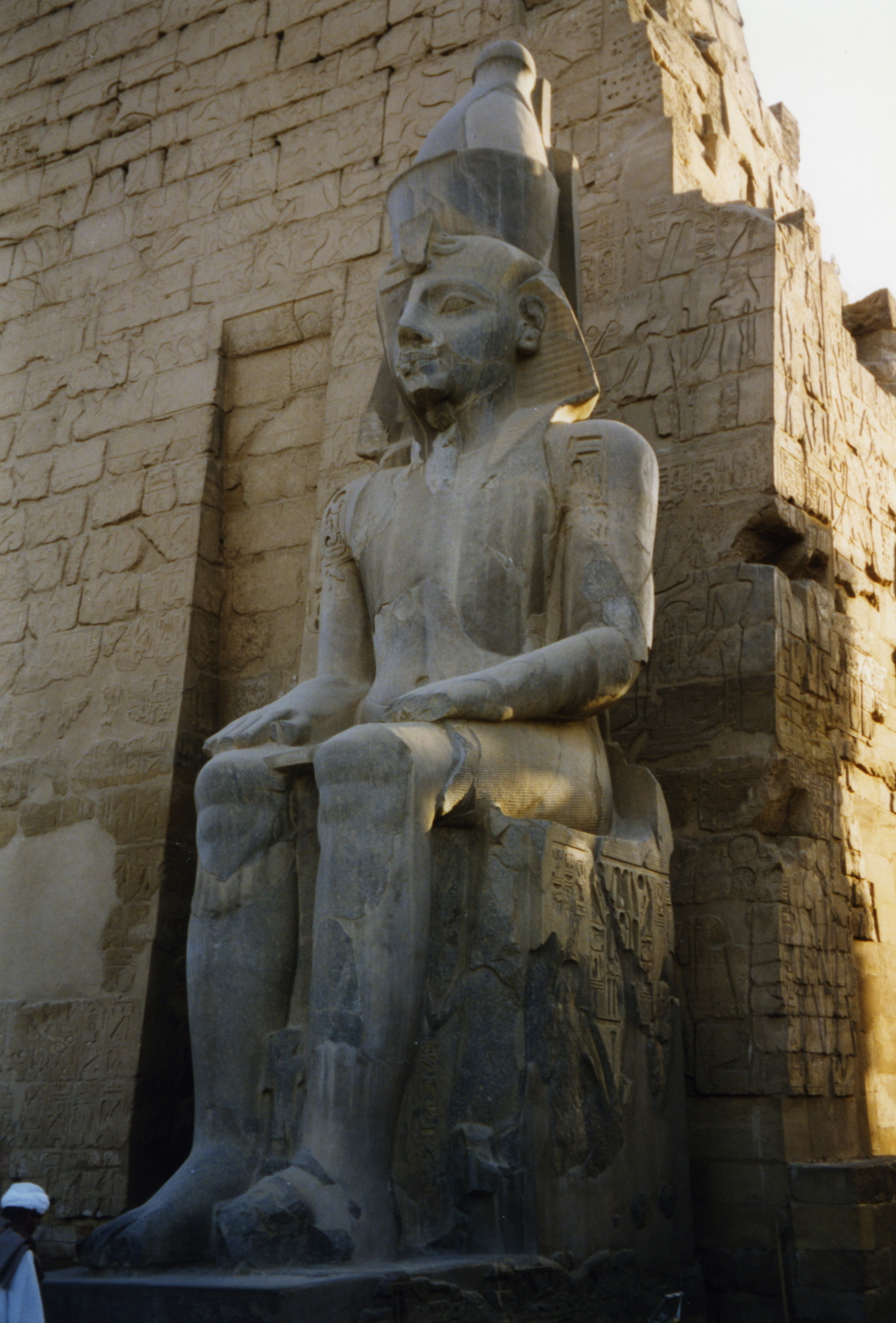
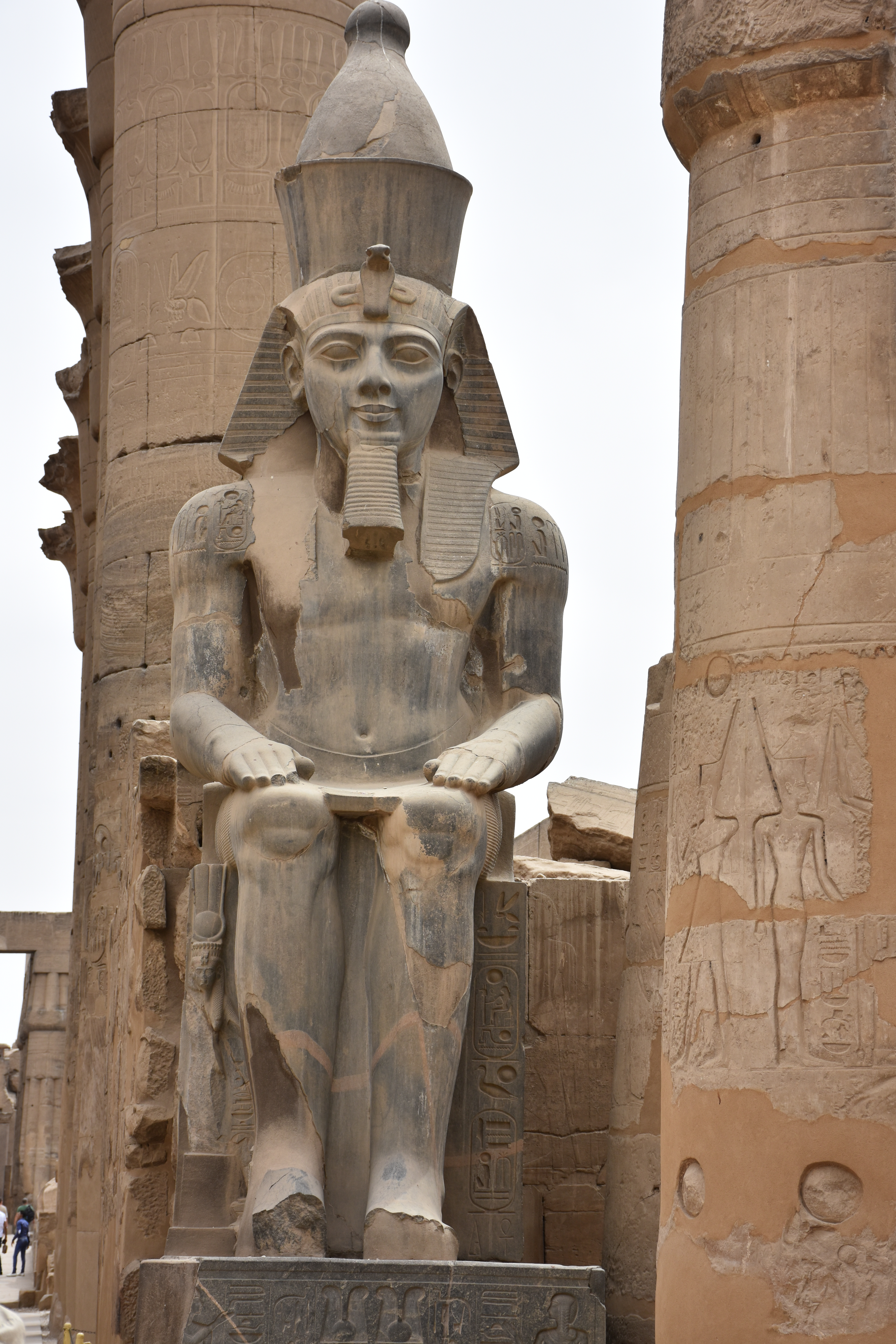
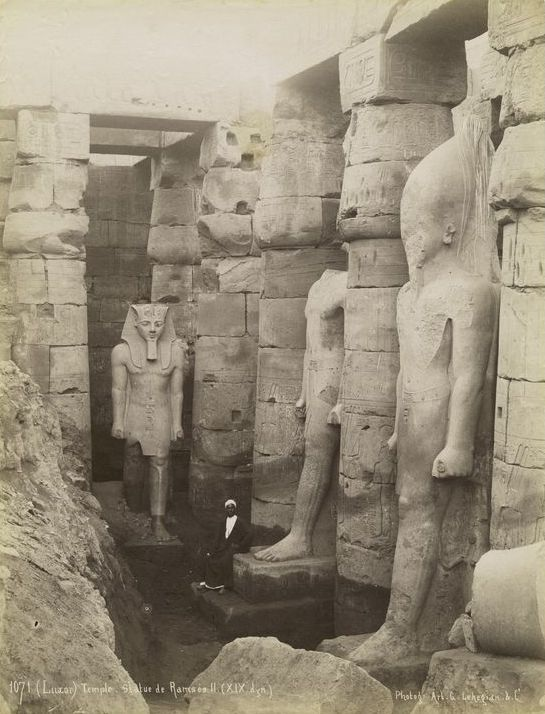